# Lynda Petty
Lynda Owens (Guilford County, 6 marzo 1942 – Level Cross, 25 marzo 2014) è stata un'attrice e doppiatrice statunitense.
È nota per essere stata la moglie dell'automobilista Richard Petty (da cui ha assunto il cognome) dal 1959 fino alla morte.
Dal matrimonio ha avuto quattro figli: Kyle, Sharon, Lisa e Rebecca; è stata anche nonna di Adam, morto a 19 anni nel 2000 per un incidente automobilistico.
È nota anche come doppiatrice per aver doppiato la signora The King in Cars - Motori ruggenti in coppia con il marito.
È morta nel 2014, a 72 anni, dopo una lunga battaglia contro il cancro.